# Earl of Albemarle

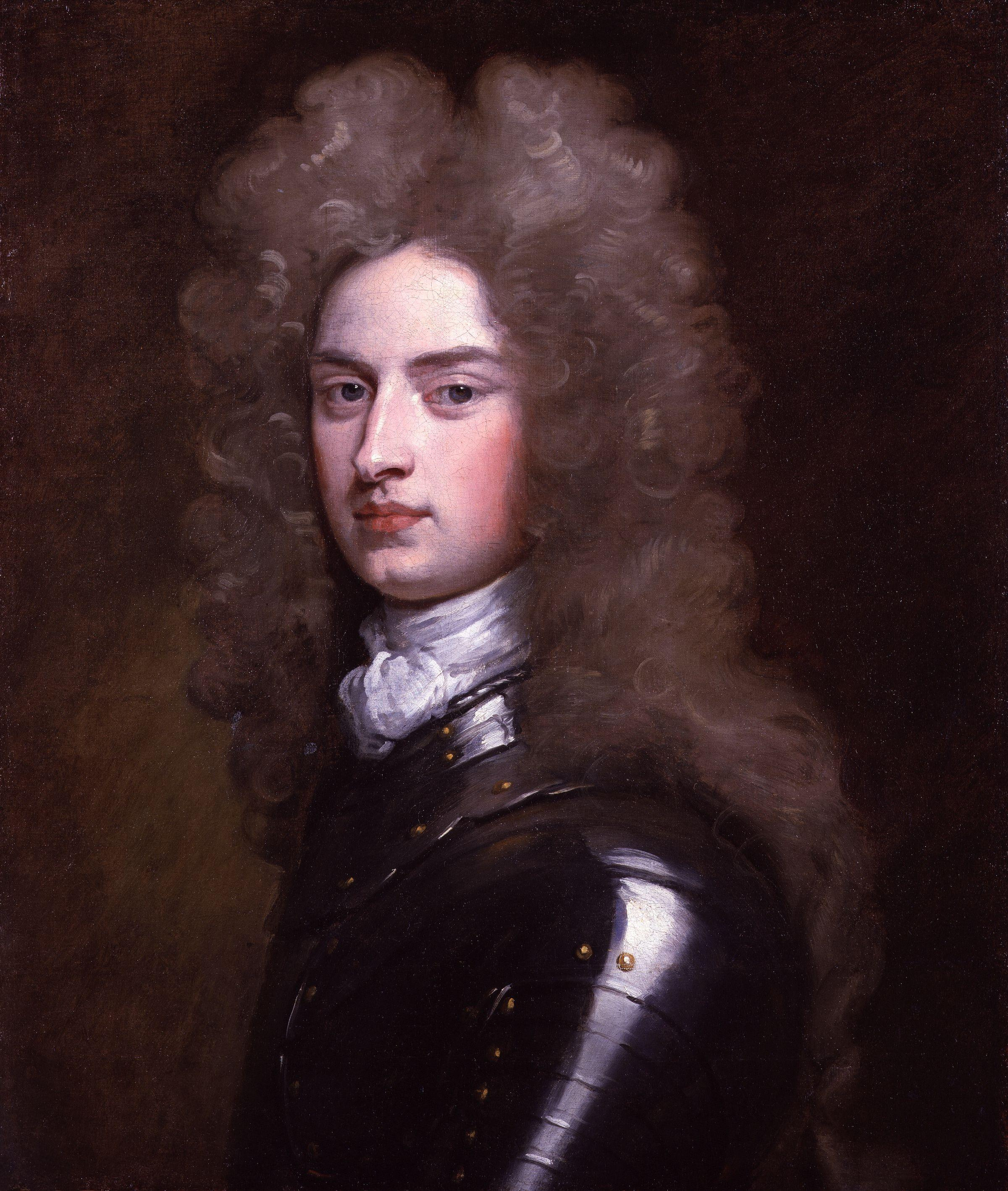
Arnold van Keppel, 1. Earl of Albemarle

Wappen der Earls of Albemarle

Earl of Albemarle (oder Albermarle) ist ein erblicher britischer Adelstitel in der Peerage of England.
„Albemarle“ ist eine Variante des Namens des Ortes Aumale (lateinisch Alba Marla) in der Normandie. Die Namensgebung des Titels bezieht sich ausdrücklich auf die dortige Grafschaft Aumale, die seit dem Hundertjährigen Krieg zu Frankreich gehörte, aber wie die gesamte Normandie nominal weiterhin von der englischen Krone beansprucht wurde.
Der Titel wurde am 10. Februar 1697 vom englischen König Wilhelm III. für seinen aus den Niederlanden stammenden Heerführer Arnold van Keppel aus dem niederländisch-westfälisches Adelsgeschlecht von Keppel geschaffen. Zusammen mit der Earlswürde wurden ihm, ebenfalls in der Peerage of England, die nachgeordneten Titel Viscount Bury, in the County of Lancaster und Baron Ashford, of Ashford in the County of Kent, verliehen. Der jeweilige Heir apparent des Earls verwendet den Höflichkeitstitel Viscount Bury.
Heutiger Titelinhaber ist Rufus Keppel, 10. Earl of Albemarle, ein Ur-ur-ur-ur-urenkel des ersten Earls.

## Liste der Earls of Albemarle (1697)
- Arnold van Keppel, 1. Earl of Albemarle (1669–1718)
- Willem van Keppel, 2. Earl of Albemarle (1702–1754)
- George Keppel, 3. Earl of Albemarle (1724–1772)
- William Keppel, 4. Earl of Albemarle (1772–1849)
- Augustus Keppel, 5. Earl of Albemarle (1794–1851)
- George Keppel, 6. Earl of Albemarle (1799–1891)
- William Keppel, 7. Earl of Albemarle (1832–1894)
- Arnold Keppel, 8. Earl of Albemarle (1858–1942)
- Walter Keppel, 9. Earl of Albemarle (1882–1979)
- Rufus Keppel, 10. Earl of Albemarle (* 1965)

Titelerbe ist der Sohn des jetzigen Earls, Augustus Keppel, Viscount Bury (* 2003).